# A hosszútávfutó magányossága (novella)
A hosszútávfutó magányossága (eredeti cím: The Loneliness of the Long-Distance Runner) Alan Sillitoe 1959-ben kiadott novellája.
Filmváltozata 1962-ben jelent meg azonos címmel. A filmet Sillitoe forgatókönyvéből Tony Richardson rendezte, Tom Courtenay és Michael Redgrave főszereplésével.

## Cselekmény
Egy pékség kirablása miatt a fiatalkorú Smith az essexi Ruxton Towers nevelőintézetbe kerül. A hosszútávfutásban talál menedéket és sporttehetsége felkelti az intézmény igazgatójának figyelmét. Büntetése utolsó hat hónapjára könnyű fizikai munkát kínálnak fel neki, amennyiben megnyer egy fontos országos futóversenyt egy elit iskola ellen. Ez a győzelem ugyanis nagyban javítaná a Ruxton Towers megítélését a nyilvánosság szemében. 
A verseny napján azonban Smith szándékosan feladja a küzdelmet. Miután magabiztos előnyre tett szert, a célszalag előtt megáll és engedi győzni az ellenfeleit, demonstrálva szabad akaratát és függetlenségét az intézet vezetői előtt. Bosszúból Smithnek a szabadulásáig nehéz fizikai munkát kell végeznie, de ő nem bánt meg semmit és büntetése letelte után folytatja a bűnőzést.

## Irodalmi elemzés
A hosszútávfutásnak köszönhetően a főszereplő anélkül képes elmenekülni a társadalom elől, hogy ehhez – más irodalmi művekhez hasonlóan – egy csapatra lenne szüksége. Sillitoe Smith futás közbeni gondolatain keresztül osztja meg az olvasókkal politikai nézeteit. Futás közben Smith elkezdi megérteni és tudatosítani Nagy-Britannia társadalmi osztályainak megosztottságát.
Sillitoe kritikusai és kollégái közül sokan a dühöngő ifjúság irodalmi mozgalom tagjának tartják a szerzőt, de ő ettől a címkétől idegenkedett. A mozgalomba olyan írókat soroltak be, akik „ellenséges és önfejű” szereplőket alkottak meg, a novella pedig a keletkezése idején létező társadalmi osztályok közti konfrontációt javasol. Smith szerint „…az igazgató végül úgyis a rövidebbet húzza, és az égett csontja maradványait úgyis a magamfajta ürgék szedik össze, és mint a bolondok, táncolják körül az intézetnek a romjait.” Egyes vélemények szerint Sillitoe sosem volt egyszerűen „dühös fiatal”, de mély és maradandó gyűlöletet táplált a brit osztályrendszer iránt, így az ő és Smith nézetei nem sokban különböztek egymástól.

## Utalások a popkultúrában
- Az Iron Maiden brit heavy metal együttes 1986-os Somewhere in Time albumán megjelent The Loneliness of the Long Distance Runner című dalát a novella ihlette.

## Magyarul
- A hosszútávfutó magányossága. Európa Könyvkiadó (1970)
- A hosszútávfutó magányossága / Szombat este, vasárnap reggel. Sziget Kiadó (1999)

## Fordítás
- Ez a szócikk részben vagy egészben  a   The Loneliness of the Long-Distance Runner című angol Wikipédia-szócikk ezen változatának fordításán alapul.  Az eredeti cikk szerkesztőit annak laptörténete sorolja fel. Ez a jelzés csupán a megfogalmazás eredetét és a szerzői jogokat jelzi, nem szolgál a cikkben szereplő információk forrásmegjelöléseként.